# Пхубиа
Пхубиа, Гора Биа (лаос. ພູເບັ້ຍ) — самая высокая гора Лаоса.
Гора Пхубиа является частью хребта Чыонгшон и расположена в центральной части плато Сиангкхуанг в провинции Сиангкхуанг. Высота — 2830 метров над уровнем моря (по другим данным — 2819, 2820 или 2850 м). Расположена в необитаемой местности, покрытой джунглями. Коренное население — хмонги. В 1975 году, после окончания Вьетнамской войны, сюда бежали около 60 тысяч человек этой народности, которые на протяжении последующих десятилетий оказывали сопротивление новому коммунистическому правительству. Гора Пхубиа стала идейным символом и оперативным центром антикоммунистического повстанческого движения хмонгов в ЛНДР.
Неподалёку от горы расположена военная база Лонгтьенг, функционирующая с 1962 года по настоящее время, поэтому доступ туристам на самую высокую гору Лаоса запрещён, в том числе из-за того что в округе разбросаны неразорвавшиеся бомбы времён Вьетнамской войны. По данным июля 2008 года известно, что за прошедшие 30 лет на гору не поднимался ни один человек, не имеющий лаосского гражданства, но в 2014 году было озвучено заявление правительства, что они желают сделать эту гору международной туристической достопримечательностью.
10 апреля 1970 года американский военно-транспортный самолёт «Геркулес», принадлежащий авиакомпании Air America, в условиях нулевой видимости врезался в гору.